# 白蛇传 (越剧)
白蛇传，越剧古装神话剧。

## 故事情节
白素贞为一修炼千年的蛇妖，在杭州遇许仙后结为夫妇。许仙听信法海之言，导致白素贞误饮雄黄酒，白素贞露出原形将许仙吓死。白素贞盗得仙草将许仙复活。之后，许仙被法海软禁金山寺，白与小青使用法力水漫金山，但是因为有孕在身而失败。许仙逃出金山寺与白素贞在断桥之上相遇。白素贞在产子后不久，即被法海压在雷峰塔下。数年后，小青练得神火，救出白素贞。

## 演出
1918年6月，费翠棠、马潮水等在上海演出此剧。1952年，华东戏曲研究院重新编剧，由成容编剧，刘如曾、陈捷作曲，吴琛、韩义导演。袁雪芬饰白素贞，范瑞娟饰许仙，傅全香饰小青，吴小楼饰法海。1952年，合作越剧团亦曾排演该剧，由红枫编剧，戚雅仙饰演白素贞，毕春芳饰演许仙。